# Desmodora propingua
Desmodora propingua är en rundmaskart som beskrevs av Allgen 1951. Desmodora propingua ingår i släktet Desmodora och familjen Desmodoridae. Inga underarter finns listade i Catalogue of Life.